# Селеук VI Епифан
Селеук VI Епифан (грч. Σέλευκος Στ' Επιφανής) је био владар Селеукидског царства, најстарији син Антиоха VIII Грипа.
Селеукова краткотрајна владавина почела је када је 96. п. н. е. у борби убио свог стрица Антиоха IX Кизичког који је био ривал његовог оца. Ипак, наредне 95. Селеук је морао да напусти Сирију одакле га је протерао Антиох X Еусеб, син Антиоха Кизичког. Склонио се у Мопсуестију у Киликији где је успоставио свој двор који је, наводно, био веома луксузан.
Међутим, становници Киликије били су већ угрожени услед напада пирата на приморске крајеве њихове области, тако да је за њих издржавање раскошног хеленистичког двора било превелики терет. У Мопсуестији је убрзо избила побуна и Селеук је са својим људима био опседнут на градском хиподрому. Побуњеници су затим подметнули пожар услед чега су Селеук Епифан и његови дворани страдали.
После Селеука Епифана грађански рат у Сирији су наставила његова браће: Антиох XI Епифан, Филип I Филаделф и Деметрије III Еукареј.